# 읍천항
읍천항(邑川港)은 경상북도 경주시 양남면 읍천리에 있는 어항이다. 1971년 12월 21일 국가어항으로 지정되었다. 관리청은 해양수산부 동해어업관리단, 시설관리자는 경주시장이다.

## 연혁
- 읍천리는 1914년 행정구역 개편시 읍천으로 된 이후 지금까지 오고 있으며 마을 서쪽 언덕에 대나무 밭이 있어서 '죽전리' 라고도 한다.
- 동해안 남부에 속하는 읍천항은 육상교통이 편리하고, 북동쪽 해상 지점에 울릉도 근해 어장이 위치해, 어항으로 지리적 여건이 좋은 항이다. 1979년 기본시설에 대한 계획을 수립하고 1981년 수리모형실험을 실시했으며 1986년 기본시설을 완공한 후 1993년 정비계획을 수립했다.

## 어항구역
본 항의 어항구역은 다음과 같다.
- 수역: 북방파제 기부에서 정북으로 30m 점(육상)을 기점으로 이점에서 S70。E 방향으로 330m 점(해상), 이점에서 정남으로 370m 점(해상)과 이점에서 직각으로 육지부를 각각 연결하는 선을 따라 형성된 공유수면[1]
- 육역: 경상북도 경주시 양남면 읍천리 195-15 외 6필지 (상세내역은 생략)[2]

## 개발 계획
- 2011년 1월 12일 경북 경주시는 2014년까지 읍천항을 기존의 획일적인 어선 안전을 위한 구조에서 벗어나 관광객 편의시설과 항내 수질개선 등을 갖춘 친환경 관광어항을 조성하기 위해 정비사업을 추진한다고 12일 밝혔다.[3][4]

## 특색
- 울산과 감포 사이에 있는 읍천항은 낚시터와 관광지로 관심이 주목되는 항으로 동해 근해에서 가장 높은 해수온을 보이는 읍천 앞바다는 사철 감성돔, 돌돔, 벵에돔 입질을 받을 수 있다. 바닥 지형이 잘 발달된 단층형으로 다양한 어종이 서식하는데 특히 5월이면 벵에돔 입질이 절정이다. 인근에 위치한 관성해수욕장은 깨끗한 청정해역과 송림이 어우러져 반원형을 그리고 있으며 골프장, 콘도, 놀이시설 등의 관광지도 주변에 있어서 해양레저와 여가를 동시에 즐길 수 있다.[5][6]

## 주변관광명소
- 서출지
- 불국사
- 석굴암